# Campylopus pittieri
Campylopus pittieri är en bladmossart som beskrevs av Robert Statham Williams 1907 [1908. Campylopus pittieri ingår i släktet nervmossor, och familjen Dicranaceae. Inga underarter finns listade i Catalogue of Life.